# Affaire de Ramatuelle
L'affaire de Ramatuelle est une affaire politico-financière française impliquant le ministre du Travail Robert Boulin. L'affaire émerge lorsque le Canard enchaîné laisse entendre que Boulin aurait pris part à une opération immobilière douteuse, ayant acheté à Henri Tournet en 1974 un terrain qui avait déjà été vendu à des acheteurs normands l'année précédente. Ce dernier est retrouvé mort quelques semaines après le déclenchement de l'affaire, déclenchant l'affaire Robert Boulin.

## Contexte

### Achat du terrain et imbroglio juridique
Henri Tournet est un ancien conseiller ministériel au ministère des Travaux publics. C'est un ami fidèle de Jacques Foccart. Tournet acquiert dans les années 1960 un terrain de 36 hectares à Ramatuelle, dans le Var. En octobre 1967, Tournet obtient un permis de construire pour lotir ses 36 hectares. La condition, toutefois, est que les travaux commencent dans les six mois. Le délai n'est pas respecté : en avril 1968, l'échéance du permis est dépassée.
Le 3 janvier 1973, le ministre chargé des Relations avec le Parlement, Robert Boulin, envoie une lettre au préfet du Var. Il lui demande d'examiner le cas de Tournet, médaillé de guerre et issu de la Résistance française. Il argue que les règlements d'urbanisme ont entre temps changé. Boulin connaît personnellement Tournet, car ce dernier a divorcé en 1966 d'une amie de jeunesse de la femme de Boulin. Aussi, les deux couples ont habité le même immeuble de fonction entre 1962 à 1966.
Tournet n'attend cependant pas la réponse du préfet. Il décide de vendre ses terrains, ce qu'il fait le 23 janvier et le 22 septembre 1973. Il encaisse 1,5 million de francs de la vente, en deux transactions, de 31 des 36 hectares à des normands souhaitant y construire 26 maisons. Toutefois, le service des hypothèques n'enregistre pas la transaction, à cause de désaccords sur l'application de la loi Serot sur les mutations de bois et forêts et les divisions cadastrales.
En février 1973, la préfecture du Var refuse d'autoriser ce programme de construction de maisons qui excède le coefficient d'occupation des sols dans cette zone.
À la fin de l'année 1973, Me Gérard Groult, notaire de Pont-Hébert, réputé dans la région pour ses connaissances en droit immobilier, découvre qu'il a oublié de faire enregistrer la vente de septembre au bureau des hypothèques de Draguignan,. Il sera pour cela radié.

### Vente à Robert Boulin et double-vente
Au début de l'année 1974, Robert Boulin souhaite acquérir une maison de campagne dans le Sud de la France. Tournet lui propose alors 2 des 31 hectares de Ramatuelle. Avant d'accepter, et afin de s'assurer que la vente est régulière, Boulin écrit au préfet du Var le 18 février 1974. Il cherche à vérifier que la vente est également conforme au plan d'urbanisme du Var, et ne comporte aucune dérogation.
Le 6 mars, le préfet accepte de recevoir Boulin et Tournet, en présence du directeur départemental de l'urbanisme. Il précise que le projet de maison basse de 185 mètres carrés de Boulin est tout à fait conforme, contrairement à ceux des Normands.
La vente est actée : le 22 avril, le service des hypothèques enregistre la vente par Tournet du domaine à une société écran suisse, Holitour, contrôlée par lui-même. Quelques jours après, Tournet informe le notaire que les droits de Boulin sur les 2 hectares sont préservés, l'un des administrateurs d'Holitour ayant donné pouvoir pour assurer la vente.
Le 11 juillet, Boulin demande par écrit « que les contentieux judiciaires soient purgés ou transigés car il semble que tout le monde sache que Holitour = Tournet ».
Le 18 juillet, Holitour vend 40 000 francs à Robert Boulin les 2 hectares, qui ne sont pas encore assortis d'un droit à construire.
Le 20 juillet, les Normands envoient par lettre recommandée à Henri Tournet, pour s'insurger contre la double vente du domaine. Mais leurs droits ne sont juridiquement établis, faute d'enregistrement en bonne et due forme au bureau des hypothèques. Le 24 août, Boulin est informé de la double vente ; le 26, il demande que soit effectuée une « plainte auprès de la Chambre des notaires ».
En novembre 1974, le notaire des Normands rédige un acte rectificatif aux deux ventes de 1973 afin d'aligner leurs divisions cadastrales (à l'origine du refus d'enregistrement) avec celles des ventes de 1974 et ainsi de valider ces transactions de 1973.
Le 28 novembre, le permis de construire demandé le 31 juillet par Boulin est accordé, après les divers feux verts administratifs (Équipement, Agriculture, Bâtiments de France, Conférence du permis de construire du Var), mais à condition que la distance entre la maison et toutes limites de la propriété soit d'au moins de 30 mètres ce qui l'oblige à obtenir de Tournet, deux semaines après, une « rectification de frontière » par un échange de terrains entre Holitour et Boulin, afin de respecter cette condition. Boulin y fait construire une maison de vacances sans étage, respectant le permis restrictif qu'il avait obtenu.
En février 1975, Boulin semble vouloir récupérer, par précaution, les 40 000 francs versés en juillet 1974 à Tournet, comme ce dernier l'explique plus tard. Un chèque au porteur de 40 000 francs sur la Banco Popular Español est encaissé contre remise d'espèces par Henri Tournet, le talon mentionnant « 40 000 porteur R. Bin » et le lendemain Boulin dépose 40 000 francs en espèces sur son compte BNP à Libourne.
Le 30 avril, une plainte de la chambre des notaires de la Manche au tribunal de Coutances est déposée. Une commission rogatoire est délivrée au SRPJ de Rouen, mais il ne se passe rien pendant 4 ans.
Début 1976, le notaire des Normands a vendu son étude. Robert Boulin consulte un magistrat de la Cour des comptes pour une enquête, qui conclut qu'il n'y a pas eu de vente double.
En novembre 1977, consulté par Boulin, son chef de cabinet lui assure que ses parcelles sont bien distinctes de celle des Normands, mais le 13 janvier 1978, le géomètre, également consulté par à Boulin, lui écrit qu'il s'est trompé en raison de modifications de numérotage cadastral. La difficulté s'explique par des imprécisions du cadastre quant à la situation des diverses parcelles concernées.
En 1978, on découvre que le terrain de Boulin est bel et bien compris dans celui des acheteurs normands.
Le 26 février 1979, Henri Tournet se plaint d'un manque d'aide du ministre dans l'affaire de Ramatuelle - notamment pour les permis de construire - et mentionnant : « un certain soutien et financement électoral, comme pour le don du terrain ».

### Judiciarisation
Le 7 mars, un arrêt de la chambre d'accusation de la cour d'appel de Caen dessaisit le juge d'instruction de Coutances. Renaud van Ruymbeke, jeune juge de Caen spécialiste des affaires financières, est à la place saisi. Il commence alors son enquête pour démêler l'affaire. Le 11 et 12 juin, il perquisitionne le domicile d'Henri Tournet et l'inculpe pour faux et le fait incarcérer,. Tournet affirme au juge que la vente du terrain à Robert Boulin est un don déguisé et exige sa libération.
Le 15 juin, l'ancien notaire des normands est à son tour inculpé pour faux.
Le 18 juin, Robert Boulin demande conseil à Alain Peyrefitte, qui est à l'époque ministre de la Justice. La famille de Boulin le soupçonne ensuite des fuites dans la presse.
Henri Tournet, en incarcération, menace de faire des révélations si personne en haut-lieu ne vient à son secours. Mi-juillet, Tournet libéré contre une caution de 500 000 francs, ce qui génère des rumeurs dans les milieux politiques. Toutefois, le 7 août, un décret présidentiel suspend la Légion d'honneur d'Henri Tournet.
À l'automne, un conseiller ministériel du garde des Sceaux rend visite à Boulin à Libourne. Il lui annonce que le juge Van Ruymbeke détient le talon d'un chèque au porteur.
Tandis que l'affaire est médiatisée, l'enquête continue. Le 15 octobre, le juge Van Ruymbeke demande à la BNP de Libourne les relevés de compte de Robert Boulin. Le week-end du 27-28 octobre, Robert Boulin est à Libourne et y rencontre le directeur de la BNP.

## Publicisation

### Des lettres anonymes à la presse auCanard Enchaîné
Durant l'automne 1979, des lettres anonymes sont envoyées à la presse au sujet de l'affaire. Tournet décide de parler à la presse. Le journal Le Monde remarque que c'est là une « révélation bien tardive ou fort opportune, selon que l'on se place sur le terrain de la justice ou sur celui de la politique ». Tournet rencontre le Canard Enchainé et lui transmet des documents.
Le 17 octobre, le journal d'extrême droite Minute est le premier à dégainer, mais brièvement, en soulignant que le ministre a été maladroit, tombant dans un piège. L'article n'accuse par conséquent pas Boulin. L'affaire est toutefois dès lors connue, et Boulin est invité le 21 octobre par le club de la Presse d'Europe 1. Seule la dernière question de l'entretien porte sur l'« affaire de Ramatuelle ». Boulin se dit « l'âme et la conscience tranquilles », et précise, juste avant que le générique sonore de fin, qu'il y a des choses qu'il ne peut pas dire ici.
La défense de Boulin est toutefois mauvaise, et Boulin explique que la somme visée vient de sa mère. Cette défense sera qualifiée de « naufrage » par Giscard d'Estaing dans ses mémoires. Selon l'attaché de presse du ministère Luc La Fay, le ministre voulait être entendu par le juge Renaud Van Ruymbeke et avait consulté l'un de ses anciens collaborateurs, magistrat, pour savoir si c'était possible.
Le 22 octobre, Boulin a un rendez-vous avec deux journalistes du Canard. Le lendemain au soir, le Canard révèle que Boulin a écrit en 1978, au secrétaire d'État aux anciens combattants pour que Tournet devienne commandeur de la Légion d'honneur,. L'article rappelle l'imbroglio de Ramatuelle. Boulin y répond dans un communiqué à l'AFP expliquant les circonstances de son acquisition.
Le 24 octobre, date de l'article dans le Canard Enchaîné, Alain Peyrefitte informe le président Giscard d'Estaing que Robert Boulin avait encaissé un chèque de 40 000 francs début 1975, peu après avoir payé le terrain à Tournet pour le même montant, qui correspond à un chèque émis par Tournet.

### Contre-enquête duMonde
Le 24 octobre, Boulin rencontre le journaliste du Monde, James Sarazin, qui le trouve très offensif. Le 25 octobre et le 27 octobre, des articles plutôt favorables à Boulin sortent dans le Monde,,. L'article du 27 octobre, notamment, est une longue enquête détaillée. Elle prend nettement ses distances avec les « révélations » de Tournet à la presse. L'enquête conclut que « de ce dossier fort complexe et rempli d'anomalies, il paraît ressortir que M. Boulin a pu se laisser aller à quelques imprudences dans une opération dont chacune des phases apparaissait en son temps parfaitement logique et limpide » et « oublier le contexte dans lequel elle se déroulait ».

## Postérité

### Réaction de Robert Boulin et mort
Le 29 octobre au matin, Robert Boulin organise une réunion au ministère avec ses communicants. Son projet de lettre aux journaux est désavoué, il décide de le confier à deux émissaires puis rencontre à 15 h Gaston Flosse et ramène 4 dossiers du coffre du ministère à son domicile, avec son garde du corps, et repart. Parmi les 4, celui des avions renifleurs de la compagnie pétrolière Elf. Denis Le Moal, postier de Montfort l'Amaury, ville à 45 km de Paris, remarque une dizaine d'enveloppes à en-tête du ministère dans la levée du soir.
Toutefois, l'affaire de Ramatuelle connaît un tournant le 30 octobre 1979 lorsque le corps de Robert Boulin est retrouvé, dans la matinée, dans un étang en région parisienne. Découvert à 8h35, un médecin du Perray-en-Yvelines arrive à 8 h 50 sur place, et un policier peu après 9 h. L'AFP annonce sa mort à 9 h 35 et Danièle Breem, pour Antenne 2, donne de nombreux détails inédits dès la mi-journée, en direct de l'Assemblée nationale. L'affaire Boulin est ainsi déclenchée.

### Suite de l'enquête
Au début du mois de novembre, l'enquête du juge Van Ruymbeke progresse. La BNP communique au juge Van Ruymbeke les relevés de comptes du ministre. Le parquet fait informer le garde des Sceaux de la remise d'espèces de 1974. Toutefois, en juin 1980, libéré sous contrôle judiciaire depuis juin 1979, Tournet se réfugie en Espagne,. En 1980, Bertrand Boulin soutient que l'instruction du juge qui avait libéré sous caution Tournet ne mettait pas en cause Boulin.
Tournet écrit en juillet 1980, sans réponse, à Jacques Foccart, Jacques Chaban-Delmas, Robert Badinter et Jacques Chirac se présentant comme « le bouc émissaire d'un règlement de comptes entre deux ministres de la même famille politique ».

### Enquête du Conseil supérieur de la magistrature
Cinq semaines après la mort de Robert Boulin, le 6 décembre, le Conseil supérieur de la magistrature diligente, à la demande de Valéry Giscard d'Estaing, une enquête qui, le 13 mars 1980, disculpe le juge Van Ruymbecke des accusations de procédure partiale dans l'affaire de Ramatuelle.

### Mise en cause de Boulin
Malgré son décès, qui rend des poursuites impossibles, les magistrats de la cour d'appel de Caen qui renvoient Henri Tournet et le notaire Groult devant les assises, se montrent sévère à l'égard de Robert Boulin. S'agissant de la vente par Tournet à Boulin des deux hectares du domaine de Val-de-Bois à Ramatuelle, la cour conclut, dans l'arrêt de renvoi du 9 juillet 1980, que « l'acte du 18 juillet 1974 constitue à la charge de Robert Boulin et de Tournet une imposture commune qui fera de la simple simulation de vente entre ces deux personnes un faux en écritures publiques ».
La veuve et ses deux enfants attaquent aussitôt l'État en invoquant « une faute lourde dans le fonctionnement du service de la justice », mais sont déboutés le 13 juillet 1983.

### Condamnation de Tournet et Groult
L'enquête permet, le 9 juillet 1980, de renvoyer Henri Tournet et Me Groult devant la cour d'assises pour faux en écriture publique. En novembre de la même année, Tournet est condamné par contumace à 15 ans de prison pour avoir vendu deux fois un terrain acheté en 1967. Le jugement considère Me Groult, le notaire des Normands, comme complice, et il est condamné à cinq ans avec sursis, pour avoir permis à Tournet d'empocher une vente non enregistrée. Le 28 octobre 1987, vivant à Ibiza, il est interrogé sur commission rogatoire par le juge Corneloup dans le cadre de l'information judiciaire ouverte à la suite de la plainte déposée par la famille Boulin. Dans L'Express du 23 octobre 1987, il met en cause « l'instruction partiale » du magistrat caennais en alléguant qu'« on n'aurait pu inquiéter Boulin » bien plus tôt, pour « le faux en écritures publiques »de 1974.